# NGC 4765
NGC 4765 (другие обозначения — UGC 8018, MCG 1-33-20, ZWG 43.54, ARAK 391, VV 366, IRAS12507+0444, PGC 43775) — линзовидная галактика (S0-a) в созвездии Девы. Открыта Уильямом Гершелем в 1786 году. Является частью скопления Девы.
Этот объект входит в число перечисленных в оригинальной редакции «Нового общего каталога».
На фотографиях видна очень маленькая галактика, вероятно, карликовая, с широкой более яркой областью в середине. У неё зернистая текстура и неправильная овальная форма. При визуальных наблюдениях в любительский телескоп галактика выглядит почти круглой, небольшой, но довольно яркой, с конденсированной, чётко очерченной оболочкой, немного светлее в середине. Радиальная скорость: 650 км/с. Расстояние: 29 млн световых лет. Диаметр: 9 тыс. световых лет.